# Bonzicomorpha atra
Bonzicomorpha atra is een keversoort uit de familie zwamspartelkevers (Melandryidae). De wetenschappelijke naam van de soort werd in 1935 gepubliceerd door Maurice Pic.